# Warren Bernhardt
Warren Bernhardt (* 12. November 1938 in Wausau, Wisconsin; † 19. August 2022) war  ein US-amerikanischer Pianist des Modern Jazz.

## Leben und Wirken
Bernhardt stammte aus einem Organistenhaushalt und lernte als Kind klassisches Klavier. Er studierte an der University of Chicago Organische Chemie und Physik, stieg aber regelmäßig in Jamsessions ein. 1961 wurde er Mitglied der Band von Paul Winter, mit dem er auch auf Südamerika-Tournee ging. 1963 zog er – beeinflusst durch Bill Evans – nach New York, wo er mit Gerry Mulligan, Clark Terry und George Benson arbeitete.
Ab 1967 war Bernhardt Mitglied der Band von Jeremy Steig und wendete sich der Fusionmusik zu; daneben arbeitete er für Liza Minnelli und Richie Havens. In den 1970ern arbeitete er mit Jack DeJohnettes „New Directions“ zusammen, legte ein Soloalbum vor und bildete ein Duo mit Mike Mainieri, mit dem er anschließend auch als Co-Leader bei „Steps Ahead“ zusammenspielte. In den 1980er Jahren bildete er auch ein Trio mit Eddie Gomez und Peter Erskine, dem ein Trio mit Dave Holland und Jimmy Cobb folgte. Mit seinen wechselnden Trios nahm er einige Alben für das Label DMP auf. In den 1990er-Jahren spielte er im Trio mit Bassist Jay Anderson und wechselnden Schlagzeugern. Auf seinem eigenen Label veröffentlichte er die Serie „Totally at Home“ mit Standards und klassischen Stücken. Bernhardt arbeitete auch mit Steve Gadd, Earl Klugh, Michael Brecker, Steely Dan, Art Garfunkel, Kazumi Watanabe und Chuck Loeb. Er verfasste auch Lehrvideos unter dem Motto You Can Play Jazz Piano.

## Diskographische Hinweise
- Floating (Arista/Novus, 1979), mit Mike Mainieri
- Warren Bernhardt Trio ’83 (DMP, 1983), mit Eddie Gomez, Peter Erskine
- Ain't Life Grand (DMP, 1990), mit Jay Anderson, Danny Gottlieb
- Kazumi Watanabe, Mike Mainieri, Warren Bernhardt: Lotus Night (EWE, 2011)

## Lexigraphische Einträge
- Martin Kunzler: Jazz-Lexikon. Band 1: A–L (= rororo-Sachbuch. Bd. 16512). 2. Auflage. Rowohlt, Reinbek bei Hamburg 2004, ISBN 3-499-16512-0.